# Seznam pomníků z bitvy u Hradce Králové roku 1866, část 151–300
Seznam pomníků z bitvy u Hradce Králové roku 1866 představuje přehled funerální památek v místě významné pamatkové lokality, která odkazuje na největší bitvu v rámci českých zemí. Prostor prusko-rakouské bitvy u Hradce Králové z 3. července 1866 byl vyhláškou Ministerstva kultury ČR č. 208/1996 Sb. prohlášen krajinnou památkovou zónou Území bojiště u Hradce Králové. Evidováno je zde téměř 500 památek, z nichž většina se nachází v této památkové zóně. Největší koncentrace památek je v lese Svíb, o který se 3. července 1866 strhly kruté boje. Pomníky jsou přístupné po značených turistických a cyklistických trasách i po speciálních naučných stezkách –⁠⁠⁠⁠⁠⁠ například Naučná stezka Centrální bojiště Chlum, Naučná stezka Les Svíb nebo Naučná stezka ústup rakouské armády.
Již konce válečného roku 1866 začaly na bojišti vznikat první pomníky. Kromě provizorních pomníků to byli například Fürstenberský kříž na Chlumu nebo Liebigovo mauzoleum v Lípě. Jak paměť na bitvu, tak péče o pomníky a válečné hroby postupně upadala. Dne 16. listopadu 1888 byl položen základ Komitétu pro udržování památek z války roku 1866, který měl ustavující schůzi 2. prosince 1888 a začal o pomníky pečovat. Jeho zakladatelem se stal smiřický rodák Jan Nepomuk Steinský, který byl přímým účastníkem bitvy u Hradce Králové a stal se předsedou spolku až do roku 1911. Ještě před koncem 19. století vznikly další spolky ve Dvoře Králové nad Labem, dále v Jičíně, Mnichově Hradišti a Podolí, Trutnově, Liberci a Novém Bydžově. Tyto spolky z dalších východočeských měst zastřešil Ústřední komitét a vznikla nadace při odborné škole sochařské a kamenické v Hořicích, jejíž profesoři a studenti se významně podíleli na podobě válečných pomníků.
V roce 1891 komitét udržoval 227 pomníků ve více než 40 obcích a v následujících letech pracoval na vyhledávání a evidenci dalších pomníků. Také vyzval všechny zúčastněné vojenské jednotky, aby vybudovaly své pomníky, pokud tak ještě neučinily. V roce 1898 bylo v evidenci 319 pomníků, v roce 1901 přesně 400 a v roce 1912 již 419. Pomníky na bojišti vznikají kontinuálně do 21. století. Jeden z nejnovějších pomníků na bojišti se nachází v obci Střezetice a je věnován obětem jezdecké srážky právě v této obci, která vstoupila do dějin jako poslední velká srážka jízdy. V roce 2021 bylo evidováno 496 pomníků. K tomuto roku Muzeum východních Čech vypracovalo storymapu se záznamem všech pomníků na královéhradeckém bojišti.
Na přelomu 19. a 20. století začalo být bojiště vnímáno jako turistický cíl. Nejprve byl v roce 1894 dobřenickým statkářem Karlem Weinrichem postaven domek pro strážce válečných pomníků. Těmi byli v prvních letech veteráni z bitvy u Hradce Králové. V roce 1899 byla postavena nedaleko domku 25 metrů vysoká vyhlídková věž. Pro špatný stav byla po téměř sto letech v roce 1999 nahrazena vyhlídkovou věží s vysílačem o výšce bezmála 56 metrů. Ve stejném roce jako stará vyhlídková věž byl otevřen dnešní hostinec U polních myslivců. Od roku 1904 vznikalo v místech bojiště turistické značení. V den 70. výročí bitvy 3. července 1936 byla otevřena expozice Válečného muzea 1866 na Chlumu. O vznik muzea se velmi zasloužili máslojedský sedlák Josef Volf a královéhradecký středoškolský profesor Josef Simon.

Od roku 1993 je správcem areálu Muzeum východních Čech v Hradci Králové, které spolu s Komitétem pro udržování památek z války 1866 pečuje o památky v celé zóně. Tyto dvě organizace používají ve svých textech jednotné označení památníků evidenčními čísly.
| Seznam pomníků z bitvy u Hradce Králové roku 1866 | 1–150 \| 151–300 \| 301–474 |

| Seznam hrobů a pomníků z války roku 1866 na bojišti u Hradce Králové, část 151–300 | Seznam hrobů a pomníků z války roku 1866 na bojišti u Hradce Králové, část 151–300 | Seznam hrobů a pomníků z války roku 1866 na bojišti u Hradce Králové, část 151–300 | Seznam hrobů a pomníků z války roku 1866 na bojišti u Hradce Králové, část 151–300 | Seznam hrobů a pomníků z války roku 1866 na bojišti u Hradce Králové, část 151–300 |
| Pořadí                                                                             | Popis | Vznik                                                                              | Umístění                                                                           | Fotky                                                                              |
| ---------------------------------------------------------------------------------- | --- | ---------------------------------------------------------------------------------- | ---------------------------------------------------------------------------------- | ---------------------------------------------------------------------------------- |
| 151.                                                                               | Pískovcová typová pyramida na hrobě 6 pruských a rakouských vojáků. Věnována pruským řádem johanitů. |                                                                                    | Svíb                                                                               |                                                                                    |
| 152.                                                                               | Pískovcová typová pyramida na hrobě 4 pruských vojáků. Věnována pruským řádem johanitů. |                                                                                    | Svíb                                                                               |                                                                                    |
| 153.                                                                               | Pískovcová typová pyramida na hrobě 6 pruských vojáků. Věnována pruským řádem johanitů. |                                                                                    | Svíb                                                                               |                                                                                    |
| 154.                                                                               | Pískovcová typová pyramida na hrobě 8 rakouských a 6 pruských vojáků. Věnována pruským řádem johanitů. |                                                                                    | Svíb                                                                               |                                                                                    |
| 155.                                                                               | Pískovcová typová pyramida věnovaná rakouskému setníku Rudolfu hraběti Walderdorfovi od 4. praporu polních myslivců. |                                                                                    | Svíb                                                                               |                                                                                    |
| 156.                                                                               | Pískovcová typová pyramida věnovaná pruskému vojínovi Richardu Wiegandovi od 2. magdeburského pěšího pluku č. 27. |                                                                                    | Svíb                                                                               |                                                                                    |
| 157.                                                                               | Pomník rakouského 1. praporu polních myslivců. Vysoký obelisk z pískovce zdobený reliéfy vojenských odznaků. Návrh vypracoval ředitel hořické školy Vilém Dokoupil a provedl Jan Jandera z Hořic. Věnován praporem a vysvěcen 3. 7. 1889. | 1889                                                                               | Svíb                                                                               |                                                                                    |
| 158.                                                                               | Pomník pruského 4. magdeburského pěšího pluku č. 67. Mohutný pískovcový pylon na vrcholu s dělovým křížem z téhož materiálu. Věnován plukem. Vznikl v 60. letech 19. století. |                                                                                    | Svíb                                                                               |                                                                                    |
| 159.                                                                               | Mohutná typová pískovcová pyramida na vrcholu s dělovým křížem z téhož materiálu označuje hromadný hrob 400 rakouských a pruských vojáků. Pomník věnovaný pruským řádem johanitů byl postaven roku 1890. | 1890                                                                               | Svíb                                                                               |                                                                                    |
| 160.                                                                               | Pískovcový trojboký hranol rakouského poručíka Franze von Krácker-Drostmar od 62. pěšího pluku a četných vojáků od rakouského 6. pěšího pluku. Věnován roku 1867 rodinou. | 1867                                                                               | Čistěves                                                                           |                                                                                    |
| 161.                                                                               | Mohutný kvádr z červeného mramoru na vrcholu s malým železným křížem rakouského setníka Antona svobodného pána Wolfa von Wachtentreue od 1. pěšího pluku. Věnován rodinou. |                                                                                    | Dohalice                                                                           |                                                                                    |
| 162.                                                                               | Mohutný pískovcový kvádr s antikizující plastickou výzdobou z téhož materiálu. Na vrcholu pomníku leží krátký řecký meč a vavřínový věnec, na němž je umístěna achajská přilba. Pomník patří pruskému pplk. a veliteli 2. praporu 3. gardového granátnického pluku Hermannu von Panncwitz. Věnován rodinou. |                                                                                    | Sadová                                                                             |                                                                                    |
| 163.                                                                               | Pískovcová typová pyramida 6 vojáků. Věnována pruským řádem johanitů. |                                                                                    | Sadová                                                                             |                                                                                    |
| 164.                                                                               | Pískovcová typová pyramida 9 rakouských a pruských vojáků. Věnována pruským řádem johanitů. |                                                                                    | Sadová                                                                             |                                                                                    |
| 165.                                                                               | Pískovcová typová pyramida 5 rakouských a pruských vojáků. Věnována pruským řádem johanitů. |                                                                                    | Sadová                                                                             |                                                                                    |
| 166.                                                                               | Pískovcová typová pyramida 5 rakouských a pruských vojáků. Věnována pruským řádem johanitů. |                                                                                    | Sadová                                                                             |                                                                                    |
| 167.                                                                               | Pískovcová typová pyramida 2 vojáků. Věnována pruským řádem johanitů. |                                                                                    | Sadová                                                                             |                                                                                    |
| 168.                                                                               | Pískovcový jehlanec věnovaný Komitétem 146 rakouským a saským vojákům. |                                                                                    | Svatý Alois                                                                        |                                                                                    |
| 169.                                                                               | Kříž typu č. 12 na hrobě 6 rakouských a 5 pruských vojáků. Věnován pruským řádem johanitů. |                                                                                    | Milovice                                                                           |                                                                                    |
| 170.                                                                               | Nízký pískovcový pultový pomník pruského por. Hermanna Otty Wilhelma Madelunga od 7. westfálského pěšího pluku č. 56. Věnován rodinou. |                                                                                    | Hrádek                                                                             |                                                                                    |
| 171.                                                                               | Kříž typu č. 12 na hrobě pruského vojína Friedricha Wilhelma Goerdta. Věnován pruským řádem johanitů. |                                                                                    | Hrádek                                                                             |                                                                                    |
| 172.                                                                               | Mramorová záklopní deska na hrobě pruského vojína Johanna Petera Greefa od hohenzollernského střeleckého pluku č. 40. Věnována rodinou. |                                                                                    | Probluz                                                                            |                                                                                    |
| 173.                                                                               | Pískovcová typová pyramida 2 pruských vojáků. Na pomníku chybné č. 187. |                                                                                    | Lípa                                                                               |                                                                                    |
| 174.                                                                               | Pískovcová typová pyramida věnována 36 rakouským a pruským vojákům. |                                                                                    | Mokrovousy                                                                         |                                                                                    |
| 175.                                                                               | Pískovcová typová pyramida věnována 7 pruským vojákům. |                                                                                    | Mokrovousy                                                                         |                                                                                    |
| 176.                                                                               | Pískovcová typová pyramida věnována 1 rakouskému důstojníkovi a 10 rakouským a pruským vojákům. |                                                                                    | Mokrovousy                                                                         |                                                                                    |
| 177.                                                                               | Pískovcová záklopní deska a vysoký kříž z bílého mramoru označující hrob pruského setníka Arthura Leonhardiho od 3. pomořanského pěšího pluku č. 14. Věnována rodinou. Na pomníku chybné č. 178. |                                                                                    | Dohaličky                                                                          |                                                                                    |
| 178.                                                                               | Vysoký litinový kříž na pískovcovém podstavci pruského setníka Arthura Leonhardiho od 3. pomořanského pěšího pluku č. 14. Věnován plukem. |                                                                                    | Kopaniny                                                                           |                                                                                    |
| 179.                                                                               | Kříž typu č. 12 na hrobě 9 rakouských a 9 pruských vojáků. Věnován pruským řádem johanitů. |                                                                                    | Dohaličky                                                                          |                                                                                    |
| 180.                                                                               | Litinový kříž na hrobě pruského npor. Adolfa Friedricha Fischera od pomořanského pluku polního dělostřelectva č. 2. Věnován rodinou. |                                                                                    | Dohaličky                                                                          |                                                                                    |
| 181.                                                                               | Kříž typu č. 12 na hrobě 28 rakouských a 9 pruských vojáků. Věnován pruským řádem johanitů. |                                                                                    | Dohaličky                                                                          |                                                                                    |
| 182.                                                                               | Pískovcová typová pyramida věnovaná 7 pruským vojákům od 7. braniborského pěšího pluku č. 60. |                                                                                    | Horní Dohalice                                                                     |                                                                                    |
| 183.                                                                               | Nízký pískovcový pultový pomník s mramorovým medailónem věnovaný pruskému mušketýru Juliu Bóselovi od 3. durynského pěšího pluku č. 71. Postaven roku 1876. | 1876                                                                               | Horní Dohalice                                                                     |                                                                                    |
| 184.                                                                               | Pískovcová typová pyramida věnovaná 37 pruským vojákům od 1. durynského pěšího pluku č. 31 a 3. durynského pěšího pluku č. 71. |                                                                                    | Horní Dohalice                                                                     |                                                                                    |
| 185.                                                                               | Pískovcová trojboká pyramida věnovaná 50 rakouským a 75 pruským vojákům. |                                                                                    | Horní Dohalice                                                                     |                                                                                    |
| 186.                                                                               | Pískovcový jehlanec zdobený reliéfem vavřínového věnce a meče 42 pruských vojáků od 6. pomořanského pěšího pluku č. 49. Věnován plukem. |                                                                                    | Horní Dohalice                                                                     |                                                                                    |
| 187.                                                                               | Litinová nápisní deska umístěná v místě obklíčení a opětného vysvobození pruského gpor. von Fransecky, velitele 7. pěší divize. Roku 1901 zřídil Ústřední spolek. | 1901                                                                               | Svíb                                                                               |                                                                                    |
| 188.                                                                               | Pískovcový pomník s vysokým ozdobným litinovým křížem. Pomník všeobecného věnování. Zřízen úředníky bývalého cukrovaru v Sadové. |                                                                                    | Sadová                                                                             |                                                                                    |
| 189.                                                                               | Pískovcová typová pyramida pruského vojína Michalaze. Věnována pruským řádem johanitů. |                                                                                    | Mžany                                                                              |                                                                                    |
| 190.                                                                               | Pískovcová typová pyramida. Pomník Jana Bednáře, hrobníka ze Mžan, který obětavě ošetřoval raněné vojáky. Roku 1890 věnován Komitétem. Stojí před oploceným hromadným hrobem. | 1890                                                                               | Sadová                                                                             |                                                                                    |
| 191.                                                                               | Mohutná typová pískovcová pyramida na vrcholu s dělovým křížem z téhož materiálu 65 rakouských a pruských vojáků. Pomník zřízen pruským řádem johanitů a péčí úředníků cukrovaru v Sadové. |                                                                                    | Sadová                                                                             |                                                                                    |
| 192.                                                                               | Pomník pruského 1. magdeburského pěšího pluku č. 26. Pískovcový kvádrový pomník s dělovým křížem z téhož materiálu. Věnován plukem. |                                                                                    | Svíb                                                                               |                                                                                    |
| 193.                                                                               | Mohutný pískovcový kvádrový pomník pruských npor. od 2. gardového granátnického pluku Ferdinanda von Notz a Gustava svobodného pána von Rechenberg. |                                                                                    | Lípa                                                                               |                                                                                    |
| 194.                                                                               | Pískovcová tumba zdobená reliéfem erbu věnovaná pruskému poručíku Hansi von Pape od 2. gardového pěšího pluku. |                                                                                    | Chlum Pruský hřbitov                                                               |                                                                                    |
| 195.                                                                               | Pískovcová záklopní deska na hrobě pruského npor. Oscara Vogelcye od gardového střeleckého pluku. Věnovalo pruské ministerstvo války. |                                                                                    | Chlum Pruský hřbitov                                                               |                                                                                    |
| 196.                                                                               | Pískovcová záklopní deska zdobená reliéfem erbu na hrobě pruského por. Hanse Gustava svobodného pána von Maltzahn od gardového střeleckého pluku. Věnovalo pruské ministerstvo války. |                                                                                    | Chlum Pruský hřbitov                                                               |                                                                                    |
| 197.                                                                               | Pískovcový balvan na hrobě pruského gpor. Johanna Wilhelma svobodného pána Hillera von Gíirtringen, velitele 1. gardové pěší divize. |                                                                                    | Chlum Pruský hřbitov                                                               |                                                                                    |
| 198.                                                                               | Bohatě zdobená pseudogotická tumba pruského pplk. a velitele střeleckého praporu 1. gardového pěšího pluku Heinricha Gottfrieda Ernsta von Helldorf. |                                                                                    | Chlum Pruský hřbitov                                                               |                                                                                    |
| 199.                                                                               | Pomník pruské 1. gardové pěší divize. Vysoký mramorový podstavec, na němž je bronzová plastika spícího lva. Věnován důstojníky této divize. |                                                                                    | Chlum Pruský hřbitov                                                               |                                                                                    |
| 200.                                                                               | Monumentální litinový kříž na pískovcovém podstavci věnovaný všem rakouským a pruským vojákům padlým v obvodu obce Chlum. |                                                                                    | Chlum Pruský hřbitov                                                               |                                                                                    |
| 201.                                                                               | Kříž typu č. 12 pruského por. Richarda Gusovia od východopruského mysliveckého praporu č. 1. Hrob původně stával v zahradě čp. 9, ale roku 1936 exhumován při rozšiřování stavení a přenesen na dnešní místo. |                                                                                    | Chlum Pruský hřbitov                                                               |                                                                                    |
| 202.                                                                               | Žulový balvan na hrobě pruského mjr. Heinricha Richarda von Reuss od 2. gardového pěšího pluku. |                                                                                    | Chlum                                                                              |                                                                                    |
| 203.                                                                               | Kříž typu č. 12 dvou pruských důstojníků. Pomník přenesen. Věnován johanity. |                                                                                    | Chlum                                                                              |                                                                                    |
| 204.                                                                               | Pískovcová typová pyramida tří pruských důstojníků od 4. magdeburského pěšího pluku č. 67, a to setníka Carla von Hirschfeld, por. Friedricha Otty Leueho a por. Adalberta von Jagow. Věnoval pluk. Na pomníku chybné č. 216. |                                                                                    | Čistěves                                                                           |                                                                                    |
| 205.                                                                               | Pomník 2. magdeburského pěšího pluku č. 27. Mohutná pískovcová pyramida na vrcholu s koulí z téhož materiálu. Věnoval pluk. |                                                                                    | Čistěves                                                                           |                                                                                    |
| 206.                                                                               | Pomník pruského 4. durynského pěšího pluku č. 72. Žulový balvan s malým litinovým křížem. Věnoval pluk. |                                                                                    | Svíb                                                                               |                                                                                    |
| 207.                                                                               | Pískovcový jehlanec věnovaný pruskému setníku Carlu hraběti Finckovi von Finckenstein od 2. magdeburského pěšího pluku č. 27. |                                                                                    | Čistěves                                                                           |                                                                                    |
| 208.                                                                               | Vysoký pískovcový jehlanec rakouského plk. Franze Bergoua, velitele 30. pěšího pluku. Pomník věnovaný plukem postaven roku 1889. | 1899                                                                               | Rozběřice                                                                          |                                                                                    |
| 209.                                                                               | Původně malá pískovcová pyramida na hrobě tří pruských vojáků nahrazena kolem roku 1890 železným křížem. Pomník stál na pozemku p. Štancla čp. 30. Památka zanikla. |                                                                                    | Horní Dohalice                                                                     |                                                                                    |
| 210.                                                                               | Malá pískovcová pyramida věnovaná padlým pruským vojákům. Stála na kraji lesa proti Horním Dohalicím. Památka zanikla. |                                                                                    | les Holá (Horní Dohalice)                                                          |                                                                                    |
| 211.                                                                               | Gotikizující pískovcový pomník s křížem z téhož materiálu pruského pplk. Augusta von Sommerfeld, velitele 1. praporu 2. magdeburského pěšího pluku č. 27 a pruského npor. Maxe von Witzleben II. od stejného pluku. Věnován rodinou. |                                                                                    | Čistěves                                                                           |                                                                                    |
| 212.                                                                               | Pískovcová typová pyramida věnovaná 30 pruským vojákům a jednomu rakouskému důstojníkovi. |                                                                                    | Chlum                                                                              |                                                                                    |
| 213.                                                                               | Pískovcová typová pyramida věnovaná 4 rakouským a pruským vojákům. |                                                                                    | Benátky                                                                            |                                                                                    |
| 214.                                                                               | Pískovcový jehlanec věnovaný pruskému praporčíku Louisu von Seydlitz und Kurzbachovi od 2. magdeburského pěšího pluku č. 27 a dvěma rakouským polním myslivcům. |                                                                                    | Benátky                                                                            |                                                                                    |
| 215.                                                                               | Pískovcová typová pyramida. Věnována Komitétem. Památka přemístěna. |                                                                                    | Svobodné Dvory                                                                     |                                                                                    |
| 216.                                                                               | Pomník rakouského 6. pěšího pluku. Vysoká pískovcová pyramida. Památka odhalena 3.7. 1891. Věnoval pluk. | 1891                                                                               | Čistěves                                                                           |                                                                                    |
| 217.                                                                               | Vysoká pískovcová pyramida rakouského pplk. Adolfa Forsthubera šlechtice von Forstberg, velitele 3. praporu 80. pěšího pluku. Památka přemístěna. |                                                                                    | Máslojedy                                                                          |                                                                                    |
| 218.                                                                               | Pískovcová typová pyramida věnovaná 12 vojákům rakouského 40. pěšího pluku. |                                                                                    | Hořiněves                                                                          |                                                                                    |
| 219.                                                                               | Pískovcová typová pyramida na hrobě 60 rakouských vojáků od 13. praporu polních myslivců a 80. pěšího pluku a 40 pruských vojáků. |                                                                                    | Svíb                                                                               |                                                                                    |
| 220.                                                                               | Pískovcová typová pyramida několika rakouských důstojníků od 2.a 27. praporu polních myslivců a 50 rakouských a pruských vojáků. Památka přemístěna. |                                                                                    | Benátky                                                                            |                                                                                    |
| 221.                                                                               | Pískovcový gotikizující pomník, na němž stojí pískovcový kříž, jehož břevna imitují hrubě otesané klády, pruského vojína Hermanna Richtera od braniborského střeleckého pluku č. 35. Věnován rodinou. |                                                                                    | Hořice                                                                             |                                                                                    |
| 222.                                                                               | Pískovcová typová pyramida 1 rakouského důstojníka a 18 rakouských vojáků. |                                                                                    | Dohalice                                                                           |                                                                                    |
| 223.                                                                               | Pomník rakouského 11. praporu palních myslivců. Monumentální pískovcový obelisk zdobený reliéfy vavřínového věnce a vojenských odznaků. Věnován praporem. Vysvěcen 3. 7. 1891. | 1891                                                                               | Svíb                                                                               |                                                                                    |
| 224.                                                                               | Pískovcová typová pyramida věnovaná 2 pruským důstojníkům a 9 rakouským vojákům. Památka přemístěna. |                                                                                    | Horní Dohalice                                                                     |                                                                                    |
| 225.                                                                               | Pískovcová typová pyramida všeobecného věnování všem padlým vojákům v obvodu obce Horní Prim. Pomník má zároveň označovat místo, kde byl poprvé raněn gmjr. Carl Schulz. Zřízen Komitétem asi roku 1906. | 1906                                                                               | Horní Přím                                                                         |                                                                                    |
| 226.                                                                               | Pískovcová typová pyramida všeobecného věnování všem vojákům padlým v obvodu obce. Zřízena Komitétem roku 1890. | 1890                                                                               | Sendražice                                                                         |                                                                                    |
| 227.                                                                               | Pískovcová typová pyramida. Pomník všeobecného věnování. Věnován Komitétem roku 1890. Původně stál proti starým lázním na Pražském Předměstí. | 1890                                                                               | Hradec Králové – Pražské Předměstí                                                 |                                                                                    |
| 228.                                                                               | Malá pískovcová typová pyramida věnovaná 1 saskému vojákovi. |                                                                                    | Bor                                                                                |                                                                                    |
| 229.                                                                               | Malá pískovcová typová pyramida 4 pruských dělostřelců. Věnována pruským řádem johanitů. |                                                                                    | Sadová                                                                             |                                                                                    |
| 230.                                                                               | Pískovcová typová pyramida všeobecného věnování všem vojákům padlým v obvodu obce. Zřízena Komitétem. |                                                                                    | Sovětice                                                                           |                                                                                    |
| 231.                                                                               | Pískovcová typová pyramida všeobecného věnování všem vojákům padlým v obvodu obce. Zřízena Komitétem. |                                                                                    | Světí                                                                              |                                                                                    |
| 232.                                                                               | Pískovcová typová pyramida. Pomník všeobecného věnování. Zřízen Komitétem. |                                                                                    | Čistěves                                                                           |                                                                                    |
| 233.                                                                               | Pískovcová typová pyramida všeobecného věnování všem vojákům padlým v obvodu obce. Zřízena Komitétem. Památka přemístěna. |                                                                                    | Probluz                                                                            |                                                                                    |
| 234.                                                                               | Kříž typu č. 12 pruského vojína Grundela od 1. hornoslezského pěšího pluku č. 22 a jednoho neznámého pruského vojína. Věnován pruským řádem johanitů roku 1866. | 1866                                                                               | Světí                                                                              |                                                                                    |
| 235.                                                                               | Ozdobný litinový kříž (ulomený) na pískovcovém podstavci rakouského ppor. Victora rytíře von Guttenberg od 42. pěšího pluku. |                                                                                    | Světí                                                                              |                                                                                    |
| 236.                                                                               | Pískovcová typová pyramida všeobecného věnování všem vojákům padlým v obvodu obce. Zřízena Komitétem. |                                                                                    | Předměřice nad Labem                                                               |                                                                                    |
| 237.                                                                               | Vysoká typová pískovcová pyramida všeobecného věnování všem vojákům padlým v obvodu obce (90 rakouským, 25 pruským důstojníkům a 3500 rakouským a 700 pruským vojákům). Zřízena Komitétem. Památka přemístěna. |                                                                                    | Máslojedy                                                                          |                                                                                    |
| 238.                                                                               | Pískovcová typová pyramida všeobecného věnování všem vojákům padlým v obvodu obce. Zřízena Komítétem. |                                                                                    | Všestary                                                                           |                                                                                    |
| 239.                                                                               | Pískovcová typová pyramida. Věnována Komitétem. |                                                                                    | Popovice                                                                           |                                                                                    |
| 240.                                                                               | Pískovcová typová pyramida všeobecného věnování všem vojákům padlým v obvodu obce. Zřízena Komitétem. |                                                                                    | Třesovice                                                                          |                                                                                    |
| 241.                                                                               | Pískovcová typová pyramida. Pomník všeobecného věnování. Zřízen Komitétem. |                                                                                    | Střezetice                                                                         |                                                                                    |
| 242.                                                                               | Pískovcový jehlanec všeobecného věnování všem vojákům padlým v obvodu města. Zřízen Komitétem. |                                                                                    | Nechanice                                                                          |                                                                                    |
| 243.                                                                               | Pískovcová typová pyramida všeobecného věnování všem vojákům padlým v obvodu obce. Zřízena Komitétem. |                                                                                    | Mokrovousy                                                                         |                                                                                    |
| 244.                                                                               | Pískovcová typová pyramida. Pomník všeobecného věnování. Zřízen Komitétem. Na pomníku chybné č. 233. |                                                                                    | Mžany                                                                              |                                                                                    |
| 245.                                                                               | Pískovcová typová pyramida. Pomník všeobecného věnování. Zřízen Komitétem. |                                                                                    | Lubno                                                                              |                                                                                    |
| 246.                                                                               | Vysoký pískovcový kříž na hranolovém pomníku z téhož materiálu (na čelní stěně pomníku deska bez nápisu). Práce hořické školy. Věnoval za spolupůsobení obce Komitét roku 1891. Pomník původně stával na návsi v Horním Přímu. | 1891                                                                               | Svatý Alois                                                                        |                                                                                    |
| 247.                                                                               | Pískovcová typová pyramida věnovaná padlým pruské 8. pěší brigády a rakouského 49. pěšího pluku. Zřízena Komitétem. |                                                                                    | les Holá (Horní Dohalice)                                                          |                                                                                    |
| 248.                                                                               | Pískovcový pomník, na němž je nasazen vysoký litinový kříž na hrobě pruského por. Emila Sperlicha od 3. dolnoslezského pěšího pluku č. 50. Věnován rodinou. |                                                                                    | Račice                                                                             |                                                                                    |
| 249.                                                                               | Pomník rakouského 18. pěšího pluku. Vysoký pískovcový pultový pomník. Věnován plukem r. 1894. | 1894                                                                               | Probluz                                                                            |                                                                                    |
| 250.                                                                               | Pískovcová typová pyramida 3 rakouských a 1 pruského vojáka. Věnována Komitétem. |                                                                                    | Chlum                                                                              |                                                                                    |
| 251.                                                                               | Pískovcová typová pyramida. Pomník všeobecného věnování. Zřízen Komitétem. Stojí u 4 neoznačených hrobů. |                                                                                    | Chlum                                                                              |                                                                                    |
| 252.                                                                               | Plánovaná pyramida nebyla zřízena. |                                                                                    | Bříza                                                                              |                                                                                    |
| 253.                                                                               | Pískovcová typová pyramida. Pomník všeobecného věnování. Zřízen Komitétem1866. |                                                                                    | Kunčice                                                                            |                                                                                    |
| 254.                                                                               | Pískovcový pomník s křížem z téhož materiálu. Nahrazuje pískovcovou pyramidu věnovanou Komitétem, která zanikla. Práce hořické školy. Kříž je věnován Komitétem 1866. |                                                                                    | Cerekvice                                                                          |                                                                                    |
| 255.                                                                               | Pískovcový pomník s křížem z téhož materiálu rakouského kadeta Jana Maška od 1. dělostřeleckého pluku. Pomník věnovala asi rodina a vznikl před rokem 1886. |                                                                                    | Hořice                                                                             |                                                                                    |
| 256.                                                                               | Pomník z pískovce rakouského četaře Hirsche Probera. |                                                                                    | Hořice                                                                             |                                                                                    |
| 257.                                                                               | Deska z černého mramoru v ozdobném pískovcovém rámu zasazená do vnitřní stěny kostela sv. Jiří je věnována první oběti královéhradecké bitvy rakouskému myslivci Františku Kozákovi od 14. praporu polních myslivců. |                                                                                    | Hněvčeves                                                                          |                                                                                    |
| 258.                                                                               | Náhrobek v podobě bílé mramorové desky v pískovcovém rámu saského por. Ernsta Adolpha Lohseho od 4. mysliveckého praporu, který podlehl svým zraněním v čp. 28. Věnován rodinou. |                                                                                    | Rosnice                                                                            |                                                                                    |
| 259.                                                                               | Pískovcová typová pyramida věnovaná 1 pruskému vojínovi, který podlehl svým zraněním v čp. 29. |                                                                                    | Rosnice                                                                            |                                                                                    |
| 260.                                                                               | Pískovcová typová pyramida. Věnována Komitétem 1866. |                                                                                    | Rosnice                                                                            | Pravý pomník.                                                                      |
| 261.                                                                               | Mohutná pískovcová pyramida věnovaná 350 pruským vojákům padlým v bojích o Rosnice a pohřbeným do hromadného hrobu. |                                                                                    | Rosnice                                                                            |                                                                                    |
| 262.                                                                               | Původně mramorová deska 2 pruských důstojníků zanikla. Roku 2018 byla péčí Komitétu 1866 obnovena. |                                                                                    | Chlum                                                                              |                                                                                    |
| 263.                                                                               | Pískovcová typová pyramida, kterou věnovala r. 1869 Johanna Střemchová, osmiletá dcera mlynáře Kydlinovského památce padlých vojáků roku 1866. Památka přemístěna. | 1869                                                                               | Plácky                                                                             |                                                                                    |
| 264.                                                                               | Pískovcová typová pyramida. Pomník je věnován 7 padlým vojákům. Zřízen Komitétem. Přemístěn. |                                                                                    | Pražské Předměstí (Hradec Králové)                                                 |                                                                                    |
| 265.                                                                               | Pískovcová záklopní deska na hrobě pruského setníka Hanse Friedricha Georga von Laue od gardového střeleckého praporu. |                                                                                    | Hořice                                                                             |                                                                                    |
| 266.                                                                               | Pomník rakouského 2. praporu polních myslivců. Monumentální pískovcový obelisk zdobený reliéfy vojenských odznaků. Podle návrhu setníka 2. praporu pol. myslivců zhotovil Jakub Vágner od 18. praporu pol. myslivců s myslivci Aloisem Paškem, Janem Kejzlarem a Václavem Sůvou. Památka zřízena roku 1891 praporem. | 1891                                                                               | Hořiněves                                                                          |                                                                                    |
| 267.                                                                               | Pískovcová typová pyramida rakouského setníka Franze Sángera od 8. dělostřeleckého pluku. Věnována Komitétem. |                                                                                    | Chlum                                                                              |                                                                                    |
| 268.                                                                               | Pískovcová typová pyramida. Věnována Komitétem. |                                                                                    | Rodov                                                                              |                                                                                    |
| 269.                                                                               | Pískovcový pomník s křížem z téhož materiálu rakouského npor. Edmunda rytíře von Uhl od 8. praporu polních myslivců. Věnován rodinou. |                                                                                    | Svíb                                                                               |                                                                                    |
| 270.                                                                               | Pomník rakouského 18. pěšího pluku. Monumentální pískovcový pseudogotický oltář stojící uvnitř chrámu sv. Ducha. Návrh vypracovaný učitelem hořické školy Boh. Moravcem slohově upravil vídeňský architekt stavební rada Friedrich von Schmidt a práci provedla hořická škola. Roku 1891 věnoval důstojnický sbor pluku. | 1891                                                                               | Hradec Králové                                                                     |                                                                                    |
| 271.                                                                               | Pískovcová typová pyramida. Pomník všeobecného věnování zřízen Komitétem roku 1895. | 1895                                                                               | Chlum                                                                              |                                                                                    |
| 272.                                                                               | Pomník rakouského 67. pěšího pluku. Monumentální pískovcový obelisk zdobený reliéfy dubového věnce a císařské orlice. Práce Zdeňka Ježka z Hradce Králové. Zřízen plukem roku 1892. | 1892                                                                               | Svíb                                                                               |                                                                                    |
| 273.                                                                               | Malá pískovcová typová pyramida pruského praporečníka Ernsta Kachnera, 4 pruských a 5 rakouských vojáků. Roku 1893 věnoval František Waldek. Pomník přemístěn. | 1893                                                                               | Bříza                                                                              |                                                                                    |
| 274.                                                                               | Malá pískovcová typová pyramida pruského vojína od 1. dolnoslezského granátnického pluku č. 10. Věnoval roku 1893 František Waldek. Pomník přemístěn. | 1893                                                                               | Bříza                                                                              |                                                                                    |
| 275.                                                                               | Pomník rakouské jízdní dělostřelecké baterie č. 7./VI1I. (tzv. „Mrtvé baterie“). Monumentální pískovcový sloup na vrcholu se sochou Austrie. Sloup bohatě zdoben bronzovými reliéfy a drobnými plastikami s vojenskými náměty. Zřízen Komitétem s přispěním vojenského řádu Marie Terezie a rakouského dělostřelectva. Podle návrhu architekta Václava Weinzettla provedl Jan Jandera z Hořic. Sochu Austrie podle návrhu prof. Arnošta Poppa zhotovil Ant. Šešina z Hořic. Bronzové odlitky dodala firma V. Maška z Prahy – Karlína. Měděný věnec je od cizeléra F. Houdela z Prahy a železné řetězy jsou od bratrů Pechánkových z Hořic. Pomník odhalen 3. 10. 1893. | 1893                                                                               | Chlum                                                                              |                                                                                    |
| 276.                                                                               | Pomník rakouského 26. pěšího pluku. Monumentální pískovcový obelisk zdobený reliéfem věnce a palmové ratolesti. Orel – pravděpodobně kovový – zmizel. Práce Zdeňka Ježka z Hradce Králové. Věnoval pluk. Památka zřízena roku 1893, vysvěcena 3. 7. 1899. | 1899                                                                               | Svíb                                                                               |                                                                                    |
| 277.                                                                               | Pískovcová typová pyramida. Všeobecné věnování Komitétu. Památka zanikla. |                                                                                    | Stěžery                                                                            |                                                                                    |
| 278.                                                                               | Pomník rakouského 13. praporu polních myslivců. Monumentální secesní pískovcový obelisk. Reliéf „polnice“ s č. 13 z tepané mědi zmizel a byl roku 1990 nahrazen napodobeninou. Věnováno praporem. Památka postavena v květnu roku 1899 a vysvěcena 3. 7. 1899. | 1899                                                                               | Svíb                                                                               |                                                                                    |
| 279.                                                                               | Pískovcová netypová pyramida rakouskéha plk. Carla rytíře von Ripper, velitele 45. pěšího pluku. |                                                                                    | Pouchov                                                                            |                                                                                    |
| 280.                                                                               | Mohutný pískovcový pylon (tzv. Noelův pomník) zdobený saským znakem věnovaný příslušníkům saského armádního sboru zemřelým v královéhradeckých lazaretech. Práce sochaře Noela z Drážd'an. Zřízeno saským ministerstvem války nebo saskou vládou. |                                                                                    | Pouchov                                                                            |                                                                                    |
| 281.                                                                               | Mramorový antikizující pomník na hrobě rakouského gmjr. a brigádníka Carla Schulze a jeho pobočníka npor. Paula von Moser. Náhrobek věnoval rakouský císař František Josef I. Na rovu je umístěn malý pískovcový pomník s nápisní deskou, na níž stojí, že je zde pohřbena i manželka gmjr. Carla Schulze Elise. |                                                                                    | Pouchov                                                                            |                                                                                    |
| 282.                                                                               | Pískovcová pseudogotická stéla na vrcholu s malým křížem z téhož materiálu (kříž ulomen) rakouského por. Gustava Gillise od 10. pěšího pluku. Věnována rodinou. |                                                                                    | Pouchov                                                                            |                                                                                    |
| 283.                                                                               | Pískovcový kvádrový pomník na vrcholu s malým křížem z téhož materiálu rakouského setníka Augusta Stellwaga von Carion od 9. dělostřeleckého pluku. Věnován rodinou. |                                                                                    | Pouchov                                                                            |                                                                                    |
| 284.                                                                               | Mohutná pískovcová typová pyramida na vrcholu s dělovým křížem z téhož materiálu (kříž ulomen) na hrobě 6 pruských vojáků. Věnována pruským řádem johanitů. |                                                                                    | Pouchov                                                                            |                                                                                    |
| 285.                                                                               | Pískovcová netypová pyramida na vrcholu s malým křížem z téhož materiálu na hrobě rakouského plukovníka a brigádníka Carla Poeckha. Věnována rodinou. |                                                                                    | Pouchov                                                                            |                                                                                    |
| 286.                                                                               | Nízký pískovcový pomník, na němž byl nasazen kříž (kříž ulomen) rakouského setníka Franze Thalmayera od 12. pěšího pluku. Věnován plukem. |                                                                                    | Pouchov                                                                            |                                                                                    |
| 287.                                                                               | Pískovcový pomník s pseudogotickými ozdobami, na němž je nasazen kříž z téhož materiálu rakouského npor. Antona Rubingera od 18. pěšího pluku. |                                                                                    | Pouchov                                                                            |                                                                                    |
| 288.                                                                               | Mohutný pískovcový kvádrový pomník, na němž je vztyčen zlomený sloup z téhož materiálu, zdobený plastikou vavřínového věnce. Je věnován 9 rakouským vojákům, mezi nimiž jsou dva důstojníci, kteří zde podlehli svým ranám. Zřízen nákladem dobrodinců. Vysvěcen 21. 9. 1884. | 1884                                                                               | Třebechovice pod Orebem                                                            |                                                                                    |
| 289.                                                                               | Balvan z litické žuly rakouského mjr. Rudolfa rytíře Otty von Ottenfeld od 38. pěšího pluku. Věnován rodinou r. 1896. | 1896                                                                               | Hejcmanka                                                                          |                                                                                    |
| 290.                                                                               | Žulová stéla na pískovcovém soklu rakouského nápředníka Franze Kóglera II. od osmiliberní pěší baterie č. l0 prvního dělostřeleckého pluku. Roku 1894 věnoval František Waldek. | 1894                                                                               | Všestary                                                                           |                                                                                    |
| 291.                                                                               | Pomník rakouského 49. pěšího pluku. Monumentální obelisk z litiny zdobený reliéfy vavřínových girland, lvích hlav a vavřínového věnce s křížem. Na vrcholu obelisku litinová plastika rakouského dvouhlavého orla sedící na kouli. Návrh provedl stavební rada prof. $. Gruber z Vídně a odlit byl v železárnách hraběte Salma v Blansku. Stavba zahájena 30. 3. 1896. Památka odhalena 15. 8. 1896. Zřízena nákladem pluku, především pak úsilím dřívějších poddůstojníků Johanna Beyera a Antona Beyerleho. | 1896                                                                               | les Holá (Horní Dohalice)                                                          |                                                                                    |
| 292.                                                                               | Pomník rakouského 8. praporu polních myslivců je figurální pomník z istrijského vápence. Socha poddůstojníka polních myslivců. Návrh a model provedl sochař a prof. vídeňské výtvarné akademie Viktor Tilgner. Sochařské práce provedli ve Vídni Otto Svoboda a Zd. Ježek v Hradci Králové. Kovové součásti dodaly Salmovské železárny v Blansku. Věnován praporem. Památka odhalena 3. 7. 1896. | 1896                                                                               | Svíb                                                                               |                                                                                    |
| 293.                                                                               | Pískovcový pomník s malým železným křížem rakouského setníka Antona Sautera od 78. pěšího pluku. Návrh vypracoval prof. hořické školy Al. Rublic. Věnovala rodina. Památka postavena roku 1896. | 1896                                                                               | Lípa                                                                               |                                                                                    |
| 294.                                                                               | Pískovcový gotikizující pomník s křížem z téhož materiálu saského por. Rudolfa svobodného pána von Uckernlann od 3. mysliveckého praporu. Věnován rodinou. Památka přemístěna roku 1888. |                                                                                    | Dolní Přím                                                                         |                                                                                    |
| 295.                                                                               | Hadcový jehlancový pomník s křížem z téhož materiálu, saského setníka a divizního pobočníka ve štábu 2. pěší divize Carla Franze von Zeschan. Věnován rodinou. Zřízen asi roku 1888. Památka přemístěna. | 1888                                                                               | Dolní Přím                                                                         |                                                                                    |
| 296.                                                                               | Pomník rakouského I. armádního sboru. Monumentální obelisk ze šedé mauthausenské žuly na vrcholu s bronzovou plastikou orla. Zdoben bronzovými vojenskými emblémy. Věnován od Paula Wasserburgera z Vídně. Památka odhalena 11. října 1896. | 1896                                                                               | Chlum                                                                              |                                                                                    |
| 297.                                                                               | Pomník rakouského 64. pěšího pluku. Mohutný pískovcový kvádrový pomník na vrcholu s antickou urnou z téhož materiálu, z jejíhož hrdla šlehá plamen. Postavil na náklady Ústředního spolku královéhradecký spolek. Odhalen 25. 7. 1897. | 1897                                                                               | Máslojedy                                                                          |                                                                                    |
| 298.                                                                               | Kříž typu č. 298 na společném hrobě rakouských a pruských vojáků. Spodní pískovcovou část památky tvoří vysoký štíhlý kvádr na několikastupňovém soklu. Na kvádru je položena vzhůru se rozšiřující římsa, na své horní ploše opatřená soklíkem. Na soklu je nasazen vysoký litinový kříž s plastikou Krista z téhož materiálu. Tyto kříže začal roku 1897 zřizovat Komitét. Na památce chybné č. 299. |                                                                                    | Dohalice                                                                           |                                                                                    |
| 299.                                                                               | Kříž typu č. 298 s netypovým soklem na hromadném hrobě rakouských a pruských vojáků. Roku 1897 věnoval Komitét. | 1897                                                                               | Horní Dohalice                                                                     |                                                                                    |
| 300.                                                                               | Železný kříž na soklu z pískovce nad společnou šachtou rakouských a pruských vojáků. Zřízen Komitétem roku 1897. Památka zanikla. | 1897                                                                               | Horní Dohalice                                                                     |                                                                                    |

| Seznam pomníků z bitvy u Hradce Králové roku 1866 | 1–150 \| 151–300 \| 301–474 |